# Triple H (группа)
Triple H (кор. 트리플 H) – южнокорейское трио, сформированное в 2017 году компанией Cube Entertainment. Состояло из трёх участников: Хёны и двух участников группы PENTAGON Хуи и Дона. Как группа они выпустили два мини-альбома, 199X (2017) и Retro Futurism (2018). В августе Cube Entertainment подтвердил, что Хёна и Дон больше не являются частью компании после опубликованного заявления о их расторжения контракта.

## Карьера

### 2017: Формирование и дебют с199Х
В марте 2017 года Cube Entertainment анонсировали, что Хёна станет частью нового саб-юнита со своими коллегами; дебют назначен на май. 4 апреля стало известно, что в саб-юните также задействованы участники бойбенда Pentagon – Хуи и Дон, а сам коллектив получил название Triple H. В тот же день было объявлено о запуске шоу «Triple H Fun Agency». Хёна была выбрана лидером, так как победила в «камень-ножницы-бумага».
12 апреля был выпущен первый групповой тизер. 27 апреля был представлен аудио-сниппет. В течение последующих трёх дней были выпущены индивидуальные тизеры Хёны, Хуи и Дона к видеоклипу «365 Fresh».
1 мая их дебютный мини-альбом 199X был выпущен на различных музыкальных сервисах, а клип «365 Fresh» выпущен на YouTube.

### 2018:REtro Futurism и расформирование

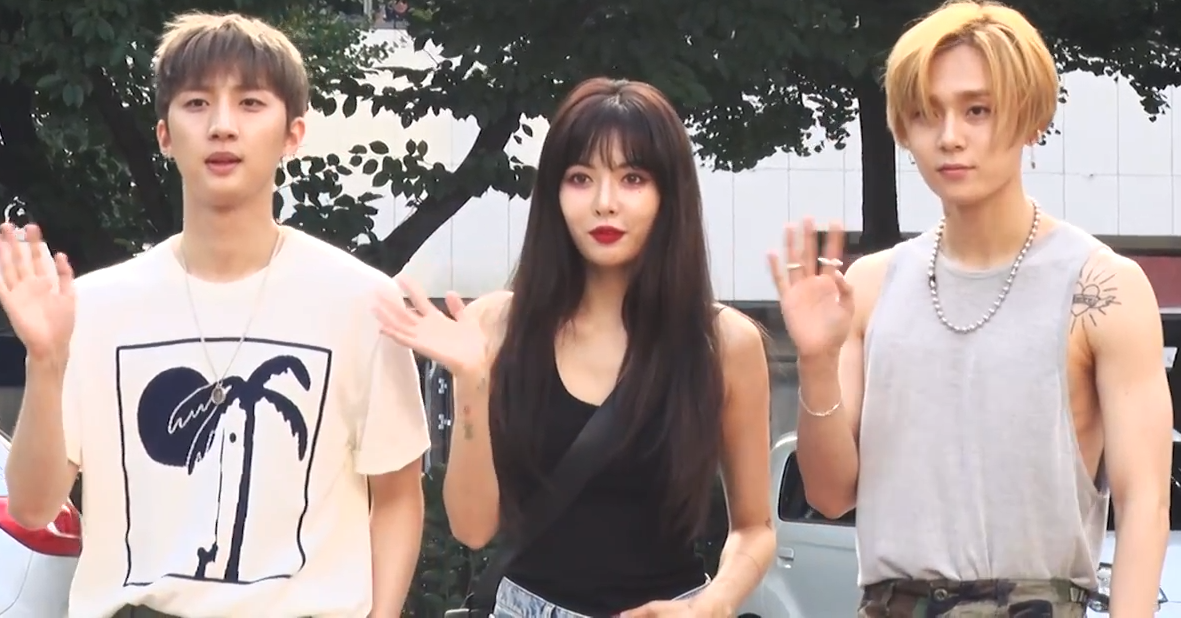
Triple H по пути на Music Bank, 22 июля 2018

18 июля 2018 года, более года спустя, Triple H вернулись на сцену с мини-альбомом REtro Futurism. Альбом занял 8 место в Gaon Album Chart.
3 августа Хёна и Дон подтвердили слухи о своих отношениях, ранее отрицаемые Cube Entertainment, в результате чего промоушен был официально завершён в этот же день, а все оставшиеся выступления и фансайны отменены.
После объявления отношений Хёны и Дона, а также мнимого падения рейтинга, Cube Entertament приняло решение о расторжении обоих контрактов. Сами же артисты узнали об этом из новостей. 15 октября агентство официально разорвало контракт с Хёной, а 14 ноября с Доном.

## Дискография
| Название       | Детали альбома | Пиковые позиции | Пиковые позиции | Продажи        |
| Название       | Детали альбома | KOR             | US World        | Продажи        |
| -------------- | --- | --------------- | --------------- | -------------- |
| 199X           | - Релиз: 1 мая 2017 года - Лэйбл: Cube Entertainment, LOEN Entertainment - Формат: CD, цифровое скачивание, стриминг   | 4               | 10              | - KOR: 5,157+  |
| Retro Futurism | - Релиз: 18 июля 2018 года - Лэйбл: Cube Entertainment, LOEN Entertainment - Формат: CD, цифровое скачивание, стриминг | 8               | —               | - KOR: 11,605+ |

### Синглы
| Название                                                                     | Год  | Пиковые позиции | Пиковые позиции | Продажи        | Альбом         |
| Название                                                                     | Год  | KOR             | US World        | Продажи        | Альбом         |
| ---------------------------------------------------------------------------- | ---- | --------------- | --------------- | -------------- | -------------- |
| «365 Fresh»                                                                  | 2017 | 81              | 7               | - KOR: 44,260+ | 199X           |
| «Retro Future»                                                               | 2018 | —               | 16              | н/д            | Retro Futurism |
| "—" denotes releases that did not chart or were not released in that region. |      |                 |                 |                |                |

### Комментарии
1. ↑  "Retro Future" did not enter the Gaon Digital Chart but charted at #39 on the Gaon Download Chart.[25]